# Philip Kyme, 1. Baron Kyme
Philip Kyme, 1. Baron Kyme († vor 2. April 1323) war ein englischer Adliger.

## Herkunft
Philip Kyme entstammte der englischen Adelsfamilie Kyme. Er war der älteste Sohn von William of Kyme und dessen Frau Lucy de Ros. Sein Vater starb bereits 1259 und hinterließ dem minderjährigen Philip als Erben umfangreiche Besitzungen in Lincolnshire und Yorkshire, aber auch beträchtliche Schulden. König Heinrich III. vergab die Verwaltung des Großteils des Erbes und die Vormundschaft über Philip und seine beiden Geschwister gegen eine Gebühr von £ 3000 an den Justiciar Hugh Bigod.

## Dienst unter Eduard I. und Eduard II.
Nachdem Philip Kyme 1277 volljährig geworden war, trat er sein Erbe an und übernahm die Baronie Sotby. Ab 1282 nahm er an zahlreichen Feldzügen von König Eduard I. teil. 1282 gehörte er zum Heer des Königs bei dessen Eroberung von Wales. Während des französisch-englischen Kriegs gehörte er von 1294 bis 1295 zum englischen Heer in der Gascogne. Während des Ersten Schottischen Unabhängigkeitskriegs nahm er 1300 an der Belagerung von Caerlaverock teil. 1301 gehörte er einer Kommission an, um in Lincolnshire und Rutland Truppen auszuheben. Von 1295 bis 1313 wurde er regelmäßig als Baron Kyme zu den Parlamenten geladen. In der Folge übernahm er weitere Ämter in Lincolnshire. 1299 oder 1300 erhielt er die Erlaubnis, in Burwell in Lincolnshire einen Wochenmarkt abzuhalten. Unter König Eduard II. wurde ihm 1311 die Verwaltung von Bolingbroke Castle übertragen. Während des Despenser War 1322 wurde er zum königlichen Heer einberufen, um die Rebellen unter Thomas of Lancaster zu schlagen.
Kyme machte Stiftungen zugunsten von Bullington, Haverholme, Kyme, Newhouse und Louth Park Abbey. Von 1318 bis 1319 unternahm er eine Pilgerreise nach Santiago de Compostela.

## Familie und Nachkommen
Kyme hatte Joan, eine Tochter seines Vormunds Hugh Bigod und dessen ersten Frau Joan Wake geheiratet. Mit ihr hatte er mehrere Kinder, darunter 
- William Kyme, 2. Baron Kyme (um 1283–1338)
- Lucy Kyme ⚭ Robert de Umfraville, 8. Earl of Angus

Sein Erbe wurde sein einziger Sohn William.